# .td

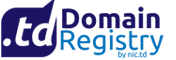
Logo của .td

.td là tên miền quốc gia cấp cao nhất (ccTLD) của Tchad.